# John Robert Kline
John Robert Kline (Quakertown, 1891 — maio de 1955) foi um matemático estadunidense.
Foi professor da Universidade da Pensilvânia, de 1920 a 1955. Aluno de doutorado de Robert Lee Moore, foi bolsista Guggenheim em 1925, chefe do Departamento de Matemática de 1933 a 1954.

## Algumas publicações
- John Robert Kline (1919). «Concerning Sense on Closed Curves in Non-Metrical Plane Analysis Situs». Annals of Mathematics. The Annals of Mathematics. 21 (2): 113–119. JSTOR 2007227. doi:10.2307/2007227
- John Robert Kline (1923). «Closed Connected Sets Which Are Disconnected by the Removal of a Finite Number of Points». Proc Natl Acad Sci USA. 9 (1): 7–12. PMC 1085211. PMID 16586914. doi:10.1073/pnas.9.1.7
- John Robert Kline (1924). «Concerning the Division of the Plane by Continua». Proc Natl Acad Sci USA. 10 (5): 176–177. PMC 1085587. PMID 16576811. doi:10.1073/pnas.10.5.176
- John Robert Kline (1927). «Concerning the sum of a countable infinity of mutually exclusive continua». Mathematische Zeitschrift. 26. 687 páginas. doi:10.1007/BF01475482